# Gegelang
Gegelang is een bestuurslaag in het regentschap Karangasem van de provincie Bali, Indonesië. Gegelang telt 5268 inwoners (volkstelling 2010).